# Arne Rolighed
Arne Rolighed, né le 2 juin 1947, est un homme politique danois membre des Sociaux-démocrates et ancien ministre. Depuis 2010, il est président de la Société danoise du cancer.